# 앨저넌에게 꽃을
《앨저넌에게 꽃을》(Flowers for Algernon)은 다니엘 키스가 지은 미국 소설이다.

## 개요
32세의 정신지체장애인 찰리 고든과 생쥐 앨저넌이 뇌수술로 천재가 되지만, 앨저넌을 시작으로 퇴행현상을 보인다는 이야기이다.

## 영화

### 1968년판
"Charly"(일본 제목 「진심을 너에게」), 미국의 1968년 작품

### 2000년판
"Flowers for Algernon", 캐나다의 2000년 작품 ※ 텔레비전 영화

### 2006년판
"Des Fleurs Pour Algernon", 프랑스의 2006년 작품 ※ 텔레비전 영화

### 2014년판
"Des fleurs pour Algernon", 프랑스의 2014년 작품 ※ 텔레비전 영화, 일본에서는 TV5MONDE에서 방영되었다.

## 드라마

### 2002년판
소설을 원작으로 한 드라마가 칸사이 TV에서 제작되어, 2002년 10월 8일부터 12월 17일까지 후지 TV 계열 〈화요 22시 시간대〉에서 방송되었다. 전 11회. 평균 시청률 11.1%.
이 작품에서는, 주인공·찰리 고든의 이름이 후지시마 하루로 바뀌었고, 무대도 일본으로 변경되어, 〈지적 장애인 차별에 의한 괴롭힘이 강하게 묘사되어 있다〉 〈주인공이 사랑하는 선생님에게도 연인이 있다〉 등, 일부 설정이 변경되었다. 또 결말도 원작에서 크게 바뀌었다.
각본에 오카다 요시카즈, 음악에 테라시마 타미야 등, 스태프와 캐스트에 드라마 《이구아나의 딸》의 멤버가 집결되었다.
저작권이 일본 국외에 있어, 드라마화 협상에 3년이 걸렸다.

#### 등장 인물
- 후지시마 하루 - 유스케 산타마리아
- 토야 에리나 - 칸노 미호
- 타카오카 하루히코 - 요시자와 유
- 사쿠라이 쿄코 - 나카지마 토모코 (오셀로)
- 코바야시 루미코 - 이시바시 케이
- 토쿠나가 아츠시 - 타구치 히로마사
- 타시로 미키 - 에노모토 카나코
- 하스미 사치요 - 이시다 아유미

#### 제작진
- 각본 - 오카다 요시카즈
- 연출 - 신조 타케히코, 츠카모토 렌페이
- 음악 - 테라시마 타미야
- 주제가 - 제니퍼 원스 〈Song of Bernadette〉 (BMG FUNHOUSE)
- 삽입곡 - 러브 핸들즈 〈스피드〉 (Sony Records)
- 기획·프로듀스 - 안도 카즈히사
- 프로듀스 - 토죠 유지 (MMJ), 이토 타츠야 (MM

| 후지 TV 계열 (칸사이 TV 제작) 화요 22시 시간대 | 후지 TV 계열 (칸사이 TV 제작) 화요 22시 시간대 | 후지 TV 계열 (칸사이 TV 제작) 화요 22시 시간대 |
| 이전 작품                                      | 작품명                                         | 다음 작품                                      |
| ---------------------------------------------- | ---------------------------------------------- | ---------------------------------------------- |
| 천체 관측 (2002.7.2 ~ 2002.9.17)               | 앨저넌에게 꽃을 (2002.10.8 ~ 2002.12.17)       | 내가 사는 길 (2003.1.7 ~ 2003.3.18)            |

### 2015년판
소설을 원작으로 한 드라마가 2015년 4월 10일부터 6월 12일까지 TBS 계열 〈금요드라마〉에서 방송되었다.

#### 등장 인물
- 시라토리 사쿠토 - 야마시타 토모히사 (어린 시절: 오오야마 렌토)
- 모치즈키 하루카 - 쿠리야마 치아키
- 야나가와 류이치 - 쿠보타 마사타카
- 히야마 코스케 - 쿠도 아스카
- 코쿠보 - 키쿠치 후마 (Sexy Zone)
- 카와구치 리오 - 타니무라 미츠키
- 코이데 마이 - 오오마사 아야
- 스기노 시로 - 카아이 가몬
- 시라토리 히사토 - 이시다 잇세이
- 시라토리 마도카 - 쿠사카리 타미요
- 카와구치 레이지 - 나카하라 타케오 (특별 출연)
- 타케베 준이치로 - 하기와라 마사토
- 하치스카 다이고 - 이시마루 칸지

#### 제작진
- 각본 감수 - 노지마 신지
- 각본 - 이케다 나츠코
- 음악 - 센쥬 아키라
- 주제가 - 벳 미들러 〈The Rose〉 (애틀랜틱 레코드/워너 뮤직 재팬)
- 연출 - 요시다 켄, 사카이 마사히로, 마츠다 레이토
- 편성·프로듀스 - 한철
- 프로듀스 - 사토 아츠시
- 제작 - 드리맥스, TBS

#### 방송 일자
| 각 화                                                      | 방송일          | 부제                                                  | 연출            | 시청률 |
| ---------------------------------------------------------- | --------------- | ----------------------------------------------------- | --------------- | ------ |
| 제1화                                                      | 2015년 4월 10일 | 무구한 꿈, 사랑 우정이 가져오는 기적                  | 요시다 켄       | 11.5%  |
| 제2화                                                      | 4월 17일        | 대등한 우정, 친구를 위해서 흘러 넘치는 눈물           | 요시다 켄       | 7.9%   |
| 제3화                                                      | 4월 24일        | 초지능으로의 수술! 세상에서 가장 좋아하는 사람을 위해 | 사카이 마사히로 | 8.8%   |
| 제4화                                                      | 5월 1일         | 수술 실패!? 당신을 위해서 일어나…기적                 | 마츠다 레이토   | 9.4%   |
| 제5화                                                      | 5월 8일         | 빛나는 세계 끝에서 기다리는 사랑 빼앗긴 키스          | 요시다 켄       | 10.8%  |
| 제6화                                                      | 5월 15일        | 고독이 천재를 데리고 온다…덮어진 마음                 | 사카이 마사히로 | 7.4%   |
| 제7화                                                      | 5월 22일        | 깨지는 인연…모든 것을 잃어도 사랑에 산다              | 마츠다 레이토   | 6.7%   |
| 제8화                                                      | 5월 29일        | 최종장! 덧없는 꿈의 종언과 최후의 희망!               | 요시다 켄       | 7.8%   |
| 제9화                                                      | 6월 5일         | 종막…대등한 친구와 영원의 이별                        | 사카이 마사히로 | 7.8%   |
| 최종화                                                     | 6월 12일        | 기적의 라스트~내가 내게 남기는 유언                   | 요시다 켄       | 7.2%   |
| 평균 시청률 8.5% (시청률은 칸토 지구·비디오 리서치사 조사) |                 |                                                       |                 |        |